# Fritz Rößler
Fritz Rößler (ur. 17 stycznia 1912 w Gottleubie, zm. 11 października 1987 w Radstadt)  – niemiecki polityk, działacz NSDAP, który po przybraniu fałszywej tożsamości, jako dr Franz Richter, został deputowanym do Bundestagu, będąc jego członkiem do czasu zdemaskowania w 1952.

## Życiorys
Studiował na Uniwersytecie w Dreźnie. 1 października 1930 wstąpił w szeregi NSDAP, do 1935 nadzorował i prowadził szkolenia kadr partyjnych w Okręgowej Szkole Przywódców NSDAP (niem. Gauführerschule) w Saksonii. Następnie do końca wojny pracował w Ministerstwie Propagandy i Oświecenia Publicznego Rzeszy.
W 1936 zawarł związek małżeński z Ruth von Schönberg-Pötting.
Po 1945 roku Rößler został początkowo uznany za zaginionego. W 1946 roku przyjął nową tożsamość, podając się za dr. Franza Richtera, urodzonego 6 czerwca 1911 w tureckim İzmirze, absolwenta filologii na Uniwersytecie w Pradze, nauczyciela w szkole w Kraju Sudetów. Twierdził także, że był żołnierzem w latach 1940-1945 i nigdy nie był członkiem NSDAP. Podawane przez niego informacje były trudne do zweryfikowania, ponieważ dokumenty urzędu stanu cywilnego w Izmirze zostały spalone podczas wojny grecko-tureckiej w 1922, a większość akt administracji niemieckiej w Kraju Sudeckim została zniszczona na krótko przed końcem II wojny światowej.
21 października 1946  złożył zeznania pod przysięgą przed urzędem stanu cywilnego w Luthe koło Hanoweru, jako świadek rzekomej śmierci Fritz Rößlera, co umożliwiło mu w listopadzie tegoż roku ponownie poślubienie swojej rzekomo owdowiałej żony Ruth.
Na podstawie sfałszowanych danych osobowych, Rößler rozpoczął pracę w szkolnictwie w Dolnej Saksonii jako nauczyciel w szkole podstawowej w Idensen, a następnie w Luthe.  Wskutek głoszenia prawicowo-ekstremistycznych i antysemickich wypowiedzi został zwolniony z pracy 20 maja 1949 roku.
Wstąpił do Niemieckiej Partii Prawicowej (DKP-DRP), z której list z powodzeniem kandydował do niemieckiego Bundestagu w wyborach parlamentarnych w 1949 i został jednym z pięciu deputowanych tej partii. We wrześniu 1950 został wyrzucony z DKP- DRP i przeszedł do nowo powstałej Socjalistycznej Partii Rzeszy, którą odtąd reprezentował w parlamencie wraz z jej liderem Fritzem Dorlsem.
Zwracał uwagę swoimi kontrowersyjnymi przemowami w Bundestagu. W lipcu 1951 został skazany na cztery miesiące więzienia za znieważenie czterech ministrów rządu landowego Dolnej Saksoni. W połowie listopada 1951 podczas debaty nad pierwszym porozumieniem między Republiką Federalną Niemiec a Izraelem wygłosił antysemickie przemówienie, za które przewodniczący Bundestagu Hermann Ehlers ukarał go naganą. W styczniu 1952 wiceprzewodniczący parlamentu Hermann Schäfer wydalił go z obrad na trzy dni z powodu nieparlamentarnego zachowania.
20 lutego 1952 roku Rößler został zdemaskowany i aresztowany w foyer Bundestagu, podczas fałszowania dokumentów, gdy podpisywał się na liście obecności jako dr Richter. Przewodniczący Bundestagu Ehlers zwołał pilne posiedzenie Komisji Regulaminowej, na którym jednogłośnie poparto wniosek o uchylenie immunitetu. Tego samego dnia, Bundestag jednogłośnie przychylił się do zalecenia komisji, która otworzyła drogę do aresztowania i postawienia Rößlera w stan oskarżenia. Następnego dnia sam zrzekł się mandatu poselskiego, a w maju 1952 roku Sąd Okręgowy w Bonn skazał go na 18 miesięcy więzienia.
Po wyjściu z więzienia przeniósł się do Kairu, gdzie ponownie żył pod przybranym fałszywym nazwiskiem, jako Achmed Rössler. W latach 50. Rößler był wielokrotnym gościem na międzynarodowych kongresach prawicowych partii ekstremistycznych. W 1966 wrócił do Niemiec i zamieszkał w Essen, gdzie miał rozpocząć działalność gospodarczą.
Rößler zmarł w Austrii w wieku 75 lat.